# Renault R.4080/4180
Les camions Renault R.4080/4081 représentent la version actualisée des Renault 208/208 D, premiers camions de 7 tonnes de charge utile présentés par la Régie Renault après la Seconde Guerre mondiale. Les camions 4080/4180 étaient disponibles en deux versions : 
- R.4080 - diesel, porteur charge utile de 7 tonnes, produit à 3 879 exemplaires,
- R.4180 - diesel, tracteur avec empattement court pour semi-remorque de 12 tonnes, produit à 21 exemplaires.

soit un total de 4 000 exemplaires.

## Histoire
Rappel historique : le contexte de l'époque
Après la déclaration de guerre de l'Allemagne nazie, il a fallu booster la production et l'État a imposé à chaque constructeur de produire un type de matériel. Les petits camions bâchés de 1,5 tonne de charge utile ont été répartis entre Citroën et Peugeot tandis que les camions plus lourds ont été attribués à Renault, Berliet et Panhard. Malgré sa réputation de classicisme et de manque d'imagination, Renault va devoir innover dans ce domaine.
En 1934, Renault présente l'ABF, un camion de 5 tonnes de charge utile avec une demi cabine avancée. la cabine avancée, une nouveauté pour la France qui a toujours connu les cabines à capot qui resteront à la mode jusque dans les années 1990. Citroën et Berliet sont longtemps restés très rétifs à cette solution pourtant adoptée par tous les grands constructeurs étrangers. Les autorités militaires n'ont été convaincues de son intérêt et accepté les nouveaux véhicules qui en étaient dotés qu'après 1938/40 avec les Renault AGR et AGK.
En 1940, les anciens modèles lourds d'avant guerre sont remis au goût du jour avec l'adjonction d'un gazogène. Les modèles Renault AGK refont leur apparition, dotés de phares occultés pour ne pas être repérés par les avions. Équipés du moteur 4 cylindres Renault type 441 développant 85 ch, la charge utile atteignait 6 tonnes. 
En début d'année 1945, Renault présente le prototype d'un nouveau camion, le Renault 208 de 7 tonnes de charge utile avec une cabine avancée mais avec un pare-brise en deux parties au lieu de quatre, extrapolée du AGK.

## Renault 4080 / 4180
Le camion à cabine avancée Renault R.4080/4180 était un camion moyen/lourd produit entre juin 1948 et novembre 1950. Sa charge utile était de 7,0 tonnes pour le porteur (R.4080) et de 12 tonnes pour le semi-remorque (R.4180).
Le Renault R.4080/4180 est la version actualisée du Renault 208, équipé du moteur diesel Renault de 8 344 cm3 (85 ch SAE). Il en conserve toutes les caractéristiques dimensionnelles.